# Agrilus gedenus
Agrilus gedenus é uma espécie de inseto do género Agrilus, família Buprestidae, ordem Coleoptera.
Foi descrita cientificamente por Novak & Curletti, 2008.